# Woordenboek der Nederlandsche Taal

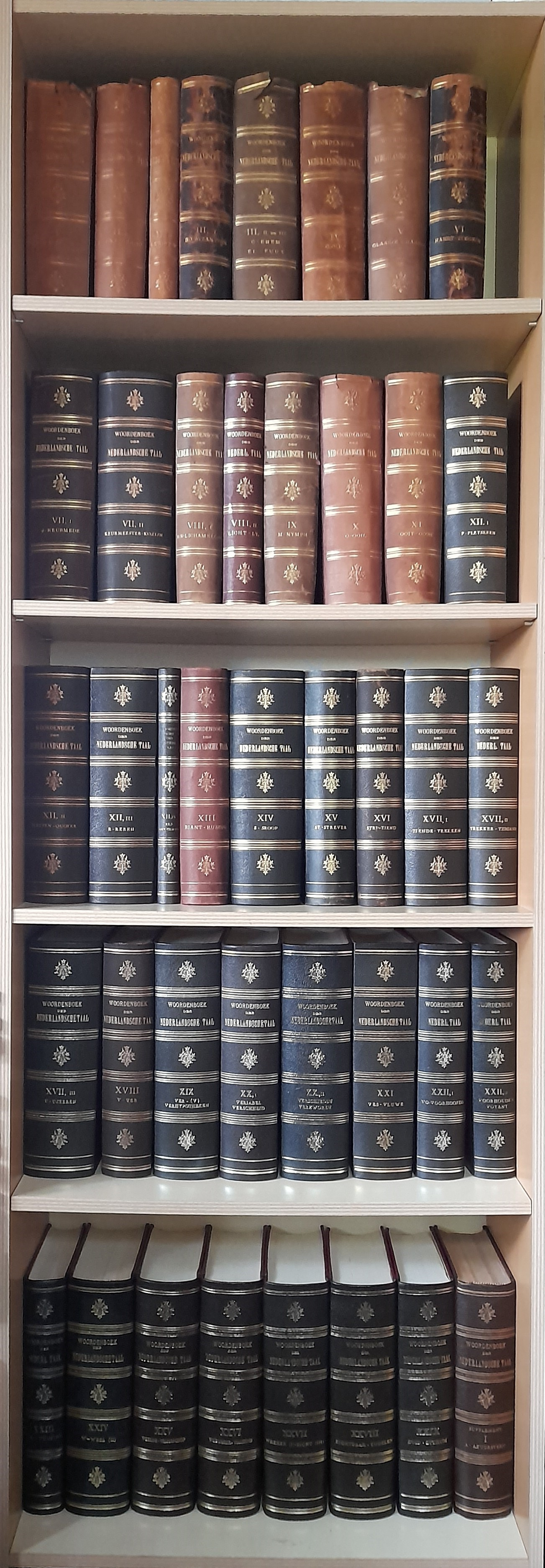
WNT

Das Woordenboek der Nederlandsche Taal (WNT; deutsch Wörterbuch der niederländischen Sprache) ist das bedeutendste Wörterbuch der niederländischen Sprache. Es ist ein sehr umfangreiches historisch-sprachwissenschaftliches Wörterbuch.

## Anfang des Projektes
Die Initiative zum Wörterbuch wurde 1849 auf einem Niederlandisten-Kongress in Gent ergriffen. Matthias de Vries legte 1851 einen Entwurf vor und fing 1852 mit dem Sammeln der Quellen an. Im Jahre 1864 gab er zusammen mit Lammert Allard te Winkel den ersten Band heraus.

## Änderungen am Konzept
Ursprünglich hatte M. de Vries vor, ein Wörterbuch des literarischen gepflegten Niederländisch des 19. Jahrhunderts zu erstellen, mit einem historischen Rückblick bis ins Jahr 1637. Das war das Jahr, in dem die Statenbijbel erschien, die maßgebliche protestantische Bibelübersetzung in den Niederlanden. (Siehe auch Neuniederländisch, Abschnitt Staatenbibel.)
Allerdings hat schon die nächste Generation der Wörterbuchredakteure dieses Konzept geändert.
Der Zeitraum wurde ausgedehnt bis ungefähr 1500. Dadurch wurde die Lücke zum Zeitraum des Middelnederlandsch Woordenboek (Mittelniederländisches Wörterbuch) geschlossen. Außerdem wurde die Begrenzung auf literarisches gepflegtes Niederländisch aufgehoben.
Die nicht-literarischen Texte wurden nun auch ausgewertet, wie z. B. Bekanntmachungen, Gesetzestexte, Reisetagebücher, Fachliteratur, Briefsammlungen usw. In diesem erweiterten Konzept wurden auch Fremdwörter und Dialektwörter zugelassen, die in den ersten Bänden des WNT nicht vorkommen.
Diese nachträgliche Konzeptänderung führte dazu, dass die ersten Bände nach den Maßstäben des neuen Konzeptes unvollständig waren. Deshalb wurde in den 1940er und 1950er Jahren ein umfangreicher Zusatzband zum Buchstaben A herausgegeben.
In den 1970er Jahren bemühte man sich, das Wörterbuch schneller zu bearbeiten, um es vor dem Jahre 2000 fertigstellen zu können. Eine der Maßnahmen bestand darin, dass literarisches Material nicht mehr verwendet wurde, wenn es erst nach 1921 belegt war.

## Rechtschreibung
Das Wörterbuch ist in der Rechtschreibung von 1863 geschrieben, in der so genannten spelling-de Vries-te Winkel („Rechtschreibung von de Vries und te Winkel“).
Bei den Rechtschreibreformen des 19. und 20. Jahrhunderts haben sich die Bearbeiter des Wörterbuches dafür entschieden, die ursprüngliche Rechtschreibung des Wörterbuches (von 1863) beizubehalten, um eine gewisse Einheitlichkeit zu bewahren. Siehe auch Geschichte der niederländischen Rechtschreibung und Rechtschreibung des Niederländischen.

## Vergleich mit anderen Wörterbüchern
Das WNT ist verglichen mit ähnlichen historischen Wörterbüchern (Deutsches Wörterbuch und Oxford English Dictionary) viel umfangreicher und detaillierter.
Dafür ist das Oxford English Dictionary wesentlich übersichtlicher und homogener, weil dort weniger Bearbeiter in einer kürzeren Zeit daran gearbeitet haben.

## Einfluss auf andere Wörterbücher
Das WNT dient niederländischen Handwörterbüchern als Quelle und Materialgrundlage, da es den kommerziellen Handwörterbüchern zu teuer ist, selber Material zu sammeln und auszuwerten.
Zum Beispiel werden bei neuen Auflagen des van Dale die hinzugekommenen Bände des WNT ausgewertet.

## Umfang
Das WNT enthält ca. 400.000 Stichwörter (davon 95.000 Hauptstichwörter) und ca. 1.700.000 Zitate.
Es umfasst 49.255 Seiten, verteilt über 40 dicke Bände.

## Vollendung
In den 1980er Jahren war die Redaktion des WNT bis zu den Buchstaben U und V gekommen. 1998 wurde das Wörterbuch vollendet. 2001 erschienen drei Ergänzungsbände mit bis dahin fehlenden Wörtern, vor allem aus dem 20. Jahrhundert.
Es wurde also ungefähr 150 Jahre an dem Wörterbuch gearbeitet.